# Канівецька сотня
Канівецька сотня (вона ж і Канівцівська) — козацька сотня, адміністративно-територіальна та військова одиниця за часів Гетьманщини, що двічі створювалась у складі Іркліївського полку і разом з ним ліквідовувалась, втретє і востаннє існувала у складі Переяславського полку.

## Історія
Утворилася влітку 1648 року у складі Іркліївського полку. У зв'язку з його ліквідацією в 1649 році скасована. Відновлена у 1658 році знову ж у складі Іркліївського полку і скасована 1663 року знову через ліквідацію вдруге усього полку. Сотенний центр у ці періоди (1648—1649 та 1658—1663 роки) знаходився в селі Малі [Дальні] Канівці.
Втретє Канівецьку сотню відновлено за рішенням гетьмана К. Розумовського у 1757 році внаслідок розукрупнення Іркліївської сотні у складі Переяславського полку. Сотенний центр у 1757—1782 роках були Великі [Ближні] Канівці.
У 1782 році, зі скасуванням полкового на Лівобережній Україні, сотню разом з полком було ліквідовано, а територію розділено між Золотоніським та Городиським повітами Київського намісництва.

## Сотенний устрій

### Сотники
- Лебединський Іван (1757—1767) — був одночасно полковим суддею Переяславського полку та війтом Переяславського магістрату.
- Іллєнко Федір (1767—1777)
- Куленський Микита Петрович (1777—1781)
- Богдановський Федір Петрович (1781—1782)

### Писарі
- Бакай Павло (1757—1767)
- Бахкало Павло (1767)
- Удодинський Данило (1769—1782)

### Осавули
- Щипака Григорій (1768—1782)

### Хорунжі
- Яременко Андрій (1771—1774)
- Гришин Роман (1775—1782)

### Сотенніотамани
- Ісаєвич Олексій (1757)
- Волошин Олексій Арсентійович (1758)
- Чернявський Матвій (1767)
- Волошин Степан Арсентійович (1768—1775)
- Чернявський Павло (1776—1782)

## Опис Канівецької сотні
За описом Київського намісництва 1781 року наявні наступні дані про кількість сіл та населення Канівецької сотні напередодні ліквідації:
| Села, та хутори Канівецької сотні | Дворян і шляхетства | Різночинців | Духовенства | Церковників | Греків | Хат              | Хат                   | Хат   | Хат                                        | Хат                                                           | Всього | Всього                             |
| Села, та хутори Канівецької сотні | Дворян і шляхетства | Різночинців | Духовенства | Церковників | Греків | козаків виборних | козаків підпомічників | міщан | посполитих коронних, в тому числі рангових | посполитих власницьких, різночинських і козацьких підсусідків | хат    | за останньою 1764 року ревізії душ |
| --------------------------------- | ------------------- | ----------- | ----------- | ----------- | ------ | ---------------- | --------------------- | ----- | ------------------------------------------ | ------------------------------------------------------------- | ------ | ---------------------------------- |
| У Золотоніському повіті:          |                     |             |             |             |        |                  |                       |       |                                            |                                                               |        |                                    |
| в селах Великі і Малі Канівці     | 4                   | 5           | 2           | 2           | —      | 191              | 157                   | —     | —                                          | 70                                                            | 418    | —                                  |
| хутір писаря земського Кононовича | —                   | —           | —           | —           | —      | —                | —                     | —     | —                                          | 2                                                             | 2      | —                                  |
| Разом у частині сотні Канівецької | 4                   | 5           | 2           | 2           | —      | 191              | 157                   | —     | —                                          | 72                                                            | 420    | 967                                |
| У Городиському повіті:            |                     |             |             |             |        |                  |                       |       |                                            |                                                               |        |                                    |
| село Лихоліти                     | —                   | 2           | 1           | 1           | —      | 60               | 64                    | —     | —                                          | 34                                                            | 158    | —                                  |
| село Ревбинці                     | —                   | 2           | 2           | 1           | —      | 87               | 36                    | —     | 9                                          | 15                                                            | 147    | —                                  |
| село Крутьки                      | —                   | 1           | 1           | 1           | —      | 56               | 66                    | —     | 1                                          | 27                                                            | 150    | —                                  |
| село Воронинці                    | —                   | —           | 1           | 1           | —      | 26               | 26                    | —     | —                                          | 30                                                            | 82     | —                                  |
| село Мельники                     | 1                   | 6           | 1           | 1           | —      | 186              | 72                    | —     | 14                                         | 22                                                            | 294    | —                                  |
| Разом у частині сотні Канівецької | 1                   | 11          | 6           | 5           | —      | 415              | 264                   | —     | 24                                         | 128                                                           | 831    | 1586                               |
| Всього у сотні Канівецькій        | 5                   | 16          | 8           | 7           | —      | 606              | 421                   | —     | 24                                         | 200                                                           | 1251   | 2553                               |